# Bulgarije op de Olympische Zomerspelen 1992
Bulgarije nam deel aan de Olympische Zomerspelen 1992 in Barcelona, Spanje.

## Medailleoverzicht
| Sport         | Olympiër                                   | Onderdeel                  | Medaille |
| ------------- | ------------------------------------------ | -------------------------- | -------- |
| Gewichtheffen | Ivan Ivanov                                | -52kg (m)                  | Goud     |
| Kanovaren     | Nikolay Bukhalov                           | C-1 500m (m)               | Goud     |
| Kanovaren     | Nikolay Bukhalov                           | C-1 1000m (m)              | Goud     |
| Atletiek      | Tsvetanka Khristova                        | discuswerpen (v)           | Zilver   |
| Boksen        | Daniel Petrov                              | -48kg (m)                  | Zilver   |
| Gewichtheffen | Nikolay Peshalov                           | -60kg (m)                  | Zilver   |
| Gewichtheffen | Yoto Yotov                                 | -67,5kg (m)                | Zilver   |
| Schietsport   | Nonka Matova                               | 50m geweer 3 houdingen (m) | Zilver   |
| Schietsport   | Vesela Letcheva                            | 10m luchtgeweer (v)        | Zilver   |
| Worstelen     | Valentin Getsov                            | -68kg vrij stijl (m)       | Zilver   |
| Atletiek      | Jordanka Donkova                           | 100m horden (v)            | Brons    |
| Boksen        | Svilen Rusinov                             | +91kg (m)                  | Brons    |
| Gewichtheffen | Nikolay Peshalov                           | -110kg (m)                 | Brons    |
| Kanovaren     | Martin Georgiev Marinov Blagovest Stoyanov | C-2 500m (m)               | Brons    |
| Schietsport   | Vesela Letcheva                            | 10m luchtpistool (v)       | Brons    |
| Worstelen     | Valentin Yordanov                          | -52kg vrij stijl (m)       | Brons    |

## Deelnemers en resultaten

### Atletiek
| Olympiër            | Onderdeel                | Resultaat | Prestatie |
| ------------------- | ------------------------ | --------- | --- |
| Nikolay Antonov     | 200 meter (m)            | 10e       | serie 6: 2e in 20,94 kwartfinale 5: 3e in 20,50 halve finale 1: 6e in 20,55 |
| Evgeni Ignatov      | 5000 meter (m)           | DNF       | serie 2: niet gefinisht |
| Asen Markov         | 400 meter horden (m)     | 27e       | serie 7: 5e in 50,21 |
| Galin Georgiev      | verspringen (m)          | 19e       | kwalificatie groep A: 9e met 7,75m |
| Galin Georgiev      | hink-stap-springen (m)   | 21e       | kwalificatie groep A: niet gefinisht |
| Christo Markov      | hink-stap-springen (m)   | 21e       | kwalificatie groep A: 9e met 16,46m |
| Nikolay Raev        | hink-stap-springen (m)   | 43e       | kwalificatie groep B: 22e met 14,67m |
| Georgi Dakov        | hoogspringen (m)         | 14e       | kwalificatie groep A: 4e met 2,26m finale: 14e met 2,24m |
| Galin Nikov         | polsstokhoogspringen (m) | 13e       | kwalificatie groep A: 8e met 5,50m |
| Nikolay Kolev       | discuswerpen (m)         | 22e       | kwalificatie groep A: 12e met 58,12m |
| Plamen Minev        | kogelslingeren (m)       | 21e       | kwalificatie groep A: 11e met 69,90m |
| Ivan Tanev          | kogelslingeren (m)       | 17e       | kwalificatie groep B: 11e met 72,62m |
|                     |                          |           | |
| Anelia Nuneva       | 100m (v)                 | 6e        | serie 3: 2e in 11,34 kwartfinale 2: 2e in 11,17 halve finale 2: 3e in 11,17 finale: 6e in 11,10 |
| Anelia Nuneva       | 200m (v)                 | DNF       | serie 6: 3e in 23,32 kwartfinale 3: 3e in 22,62 halve finale 2: niet gestart |
| Jordanka Donkova    | 100m horden (v)          | Brons     | serie 3: 1e in 12,96 kwartfinale 2: 1e in 12,84 halve finale 2: 2e in 12,87 finale: 3e in 12,70 |
| Ljoedmila Andonova  | hoogspringen (v)         | 25e       | kwalificatie groep A: 11e met 1,88m |
| Stefka Kostadinova  | hoogspringen (v)         | 4e        | kwalificatie groep A: 1e met 1,92m finale: 4e met 1,94m |
| Svetlana Leseva     | hoogspringen (v)         | 34e       | kwalificatie groep B: 17e met 1,83m |
| Svetla Mitkova      | kogelstoten (v)          | 25e       | kwalificatie groep A: 2e met 19,21m finale: 6e met 19,23m |
| Tsvetanka Khristova | discuswerpen (v)         | Zilver    | kwalificatie groep A: 4e met 64,06m finale: 2e met 67,78m |
| Stefania Simova     | discuswerpen (v)         | 8e        | kwalificatie groep B: 1e met 65,60m finale: 8e met 62,42m |
| Antoaneta Selenska  | speerwerpen (v)          | 16e       | kwalificatie groep B: 8e met 59,40m |
| Svetla Dimitrova    | zevenkamp (v)            | 5e        | 100m horden: 3e in 13,23 (1090 punten) hoogspringen: 20e met 1,70m (855 punten) kogelstoten: 3e met 14,68m (839 punten) 200m: 2e in 23,31 (1048 punten) verspringen: 11e met 6,11m (883 punten) speerwerpen: 13e met 44,48m (753 punten) 800m: 2e in 2.07,90 (996 punten) totaal: 6464 punten |

### Badminton
| Olympiër                         | Onderdeel      | Resultaat | Prestatie                                     |
| -------------------------------- | -------------- | --------- | --------------------------------------------- |
| Yassen Borissov                  | enkelspel (m)  | 33e       | 1e ronde: V van FIN Jantti: 6-15, 1-15        |
| Ivan Ivanov                      | enkelspel (m)  | 33e       | 1e ronde: V van IND Bhattacharjee: 4-15, 1-15 |
| Yassen Borissov Ivan Ivanov      | dubbelspel (m) | 17e       | 1e ronde: V van KOR Lee/Shon: 0-15, 1-15      |
|                                  |                |           |                                               |
| Viktoriya Khristova              | enkelspel (v)  | 33e       | 1e ronde: V van THA Plungwech: 3-11, 9-12     |
| Diana Koleva-Tsvetanova          | enkelspel (v)  | 33e       | 1e ronde: V van GER Schmidt: 6-11, 1-11       |
| Neli Nedyalkova-Boteva           | enkelspel (v)  | 33e       | 1e ronde: V van NED Van der Knapp: 3-11, 2-11 |
| Emilia Dimitrova Nely Nedjalkova | dubbelspel (v) | 17e       | 1e ronde: V van POL Bąk/Wilk: 16-17, 8-15     |
| Diana Filipova Diana Koleva      | dubbelspel (v) | 17e       | 1e ronde: V van JPN Matsuo/Sasage: 1-15, 2-15 |

### Boksen
| Olympiër           | Onderdeel | Resultaat | Prestatie |
| ------------------ | --------- | --------- | --- |
| Daniel Petrov      | -48kg (m) | Zilver    | 1e ronde: W van PUR Dieppa: 10-7 2e ronde: W van PRK Chong-Chol: scheidsrechterlijke beslissing kwartfinale: W van HUN Lakatos: 17-8 halve finale: W van GER Quast: 15-9 finale: V van CUB Marcelo: 10-20 |
| Yuliyan Strogov    | -51kg (m) | 9e        | 1e ronde: W van PNG Noan: scheidsrechterlijke beslissing 2e ronde: V van USA Austin: 7-19 |
| Serafim Todorov    | -54kg (m) | 5e        | 1e ronde: W van PNG Sem: 11-0 2e ronde: W van ZAM Chongo: 18-6 kwartfinale: V van PRK Lee: 15-16 |
| Kirkor Kirkorov    | -57kg (m) | 17e       | 1e ronde: V van GER Tews: 5-9 |
| Serafim Todorov    | -60kg (m) | 5e        | 1e ronde: W van CUB Valladares: 14-12 2e ronde: W van PNG Kungsi: 11-2 kwartfinale: V van USA De La Hoya: 7-16                                                                                            |
| Stefan Trendafilov | -75kg (m) | 5e        | 1e ronde: vrij 2e ronde: W van CHN Lu: scheidsrechterlijke beslissing kwartfinale: V van CAN Johnson: scheidsrechterlijke beslissing                                                                      |
| Svilen Rusinov     | +91kg (m) | Brons     | 1e ronde: vrij 2e ronde: W van HUN Szikora: 12-4 kwartfinale: W van GER Fischer: 8-5 halve finale: V van NGR Igbineghu: 7-9                                                                               |

### Boogschieten
| Olympiër    | Onderdeel       | Resultaat | Prestatie                            |
| ----------- | --------------- | --------- | ------------------------------------ |
| Ivan Ivanov | individueel (m) | 35e       | plaatsingsronde: 35e met 1262 punten |

### Gewichtheffen
| Olympiër          | Onderdeel   | Resultaat | Prestatie                                                     |
| ----------------- | ----------- | --------- | ------------------------------------------------------------- |
| Ivan Ivanov       | -52kg (m)   | Goud      | trekken: 1e met 115kg stoten: 1e met 150kg (OR) totaal: 265kg |
| Sevdalin Minchev  | -52kg (m)   | DNF       | trekken: 3e met 112,5kg stoten: geen geldige poging           |
| Nikolay Peshalov  | -60kg (m)   | Zilver    | trekken: 2e met 137,5kg stoten: 2e met 167,5kg totaal: 305kg  |
| Neno Terziiski    | -60kg (m)   | 4e        | trekken: 3e met 130kg stoten: 3e met 165kg totaal: 295kg      |
| Yoto Yotov        | -67,5kg (m) | Zilver    | trekken: 2e met 150kg stoten: 2e met 177,5kg totaal: 327,5kg  |
| Plamen Bratoychev | -82,5kg (m) | 5e        | trekken: 1e met 167,5kg stoten: 6e met 197,5kg totaal: 365kg  |
| Ivan Chakarov     | -90kg (m)   | 5e        | trekken: 4e met 170kg stoten: 6e met 207,5kg totaal: 377,5kg  |
| Petar Stefanov    | -100kg (m)  | 5e        | trekken: 5e met 170kg stoten: 5e met 210kg totaal: 380kg      |
| Stefan Botev      | -110kg (m)  | Brons     | trekken: 3e met 190kg stoten: 3e met 227,5kg totaal: 417,5kg  |
| Mitko Mitev       | +110kg (m)  | 5e        | trekken: 4e met 180kg stoten: 6e met 220kg totaal: 400kg      |

### Gymnastiek
| Olympiër | Onderdeel                | Resultaat | Prestatie |
| Ritmisch | Ritmisch                 | Ritmisch  | Ritmisch |
| --- | ------------------------ | --------- | --- |
| Maria Petrova | individueel (v)          | 5e        | kwalificatie: 5e hoepel: 6e met 9,450 punten touw: 6e met 9,475 punten knotsen: 3e met 9,500 punten bal: 6e met 9,400 punten totaal: 37,825 punten finale: hoepel: 6e met 9,500 punten touw: 4e met 9,575 punten knotsen: 4e met 9,575 punten bal: 6e met 9,525 punten totaal: 57,087 punten |
| Diana Popova | individueel (v)          | 9e        | kwalificatie: 7e hoepel: 4e met 9,550 punten touw: 5e met 9,500 punten knotsen: 15e met 9,050 punten bal: 5e met 9,550 punten totaal: 37,650 punten finale: hoepel: 5e met 9,550 punten touw: 8e met 9,400 punten knotsen: 8e met 9,400 punten bal: 4e met 9,550 punten totaal: 47,325 punten |
| Turnen |                          |           | |
| Ilian Aleksandrov                                                                                                | ringen (m)               | 8e        | kwalificatie: 10e met 9,550 punten finale: 8e met 9,750 punten |
| Ilian Aleksandrov                                                                                                | meerkamp individueel (m) | 67e       | kwalificatie: vloer: 53e met 18,900 punten sprong: 79e met 18,550 punten brug: 79e met 18,425 punten rekstok: 51e met 18,950 punten ringen: 75e met 18,625 punten paard voltige: 69e met 18,550 punten totaal: 112,000 punten |
| Krasimir Dunev                                                                                                   | meerkamp individueel (m) | 70e       | kwalificatie: vloer: 79e met 18,500 punten sprong: 58e met 18,800 punten brug: 58e met 18,775 punten rekstok: 77e met 18,425 punten ringen: 77e met 18,600 punten paard voltige: 51e met 18,800 punten totaal: 111,900 punten |
| Kalofer Khristozov                                                                                               | meerkamp individueel (m) | 11e       | kwalificatie: 10e vloer: 17e met 19,300 punten sprong: 30e met 19,025 punten brug: 24e met 19,125 punten rekstok: 31e met 19,175 punten ringen: 10e met 19,550 punten paard voltige: 24e met 19,125 punten totaal: 115,300 punten finale: vloer: 22e met 9,575 punten sprong: 12e met 9,700 punten brug: 9e met 9,650 punten rekstok: 19e met 9,550 punten ringen: 22e met 9,550 punten paard voltige: 16e met 9,575 punten totaal: 57,600 punten |
| Deyan Kolev | meerkamp individueel (m) | 91e       | kwalificatie: vloer: 91e met 9,450 punten sprong: 70e met 18,650 punten brug: 52e met 18,825 punten rekstok: 40e met 19,125 punten ringen: 91e met 9,700 punten paard voltige: 38e met 18,925 punten totaal: 94,675 punten |
| Georgi Lozanov                                                                                                   | meerkamp individueel (m) | 90e       | kwalificatie: vloer: 63e met 18,775 punten sprong: 93e met 9,375 punten brug: 88e met 17,950 punten rekstok: 46e met 19,025 punten ringen: 80e met 18,475 punten paard voltige: 86e met 17,650 punten totaal: 101,250 punten |
| Yordan Yovchev                                                                                                   | meerkamp individueel (m) | 55e       | kwalificatie: vloer: 53e met 18,900 punten sprong: 58e met 18,800 punten brug: 58e met 18,775 punten rekstok: 77e met 18,425 punten ringen: 34e met 19,150 punten paard voltige: 37e met 18,950 punten totaal: 113,000 punten |
| Ilian Aleksandrov Krasimir Dunev Kalofer Khristozov Deyan Kolev Georgi Lozanov Yordan Yovchev                    | meerkamp team (m)        | 10e       | vloer: 12e met 94,475 punten sprong: 11e met 94,150 punten brug: 10e met 93,925 punten rekstok: 9e met 95,125 punten ringen: 10e met 94,775 punten paard voltige: 9e met 94,350 punten totaal: 566,80 punten |
| |                          |           | |
| Silviya Mitova                                                                                                   | vloer (v)                | 8e        | kwalificatie: vloer: 11e met 19,762 punten finale: 8e met 9,400 punten |
| Snezhana Khristakieva                                                                                            | meerkamp individueel (v) | 90e       | kwalificatie: vloer: 86e met 18,512 punten sprong: 92e met 9,625 punten brug: 45e met 19,512 punten balk: 73e met 18,712 punten totaal: 66,361 punten |
| Tanya Maslarska                                                                                                  | meerkamp individueel (v) | 82e       | kwalificatie: vloer: 74e met 18,987 punten sprong: 74e met 19,337 punten brug: 88e met 18,349 punten balk: 65e met 18,862 punten totaal: 75,535 punten |
| Silviya Mitova                                                                                                   | meerkamp individueel (v) | 11e       | kwalificatie: 10e vloer: 11e met 19,762 punten sprong: 13e met 19,762 punten brug: 26e met 19,675 punten balk: 16e met 19,574 punten totaal: 78,773 punten finale: vloer: 12e met 9,862 punten sprong: 11e met 9,825 punten brug: 8e met 9,887 punten balk: 18e met 9,825 punten totaal: 39,399 punten |
| Kristina Panayotova                                                                                              | meerkamp individueel (v) | 87e       | kwalificatie: vloer: 85e met 18,700 punten sprong: 88e met 18,649 punten brug: 62e met 19,224 punten balk: 86e met 18,174 punten totaal: 74,747 punten |
| Svetlana Todorova                                                                                                | meerkamp individueel (v) | 83e       | kwalificatie: vloer: 81e met 18,900 punten sprong: 64e met 19,412 punten brug: 56e met 19,299 punten balk: 90e met 17,837 punten totaal: 75,448 punten |
| Delyana Vodenicharova                                                                                            | meerkamp individueel (v) | 31e       | kwalificatie: 41e vloer: 23e met 19,600 punten sprong: 59e met 19,450 punten brug: 68e met 19,062 punten balk: 35e met 19,337 punten totaal: 77,449 punten finale: vloer: 33e met 9,537 punten sprong: 34e met 9,112 punten brug: 14e met 9,837 punten balk: 21e met 9,800 punten totaal: 38,286 punten |
| Snezhana Khristakieva Tanya Maslarska Silviya Mitova Kristina Panayotova Svetlana Todorova Delyana Vodenicharova | meerkamp team (v)        | 12e       | vloer: 11e met 96,299 punten sprong: 12e met 96,610 punten brug: 9e met 97,059 punten balk: 11e met 94,897 totaal: 384,865 punten |

### Judo
| Olympiër        | Onderdeel | Resultaat | Prestatie |
| --------------- | --------- | --------- | --- |
| Orlin Rusev     | -60kg (m) | 13e       | 1e ronde: V van EUN Nazim Gousseinov herkansingen: V van ITA Cattedra                                                               |
| Ivan Netov      | -65kg (m) | 13e       | 1e ronde: W van ZAI D. Mavatiku 2e ronde: V van HUN Csak herkansingen: V van TCH Petrikov                                           |
| Nikola Filipov  | -86kg (m) | 9e        | 1e ronde: vrij 2e ronde: W van YEM Mufarrih 3e ronde: V van POL Legień herkansingen: W van KEN Oduor herkansingen 2: V van KOR Yang |
| Damyan Stoykov  | +95kg (m) | 9e        | 1e ronde: vrij 2e ronde: W van BRA Tranquillini 3e ronde: winst kwartfinale: V van HUN Csosz herkansingen: V van USA Keeve          |
|                 |           |           | |
| Emiliya Vacheva | -52kg (m) | 20e       | 1e ronde: V van EUN Maksoutova |

### Kanovaren
| Olympiër                                                       | Onderdeel     | Resultaat | Prestatie                                                                  |
| -------------------------------------------------------------- | ------------- | --------- | -------------------------------------------------------------------------- |
| Nikolay Bukhalov                                               | C-1 500m (m)  | Goud      | serie 2: 1e in 1.53,64 halve finale 1: 1e in 1.53,32 finale: 1e in 1.51,15 |
| Nikolay Bukhalov                                               | C-1 1000m (m) | Goud      | serie 2: 2e in 4.03,36 halve finale 1: 2e in 4.03,46 finale: 1e in 4.05,92 |
| Martin Marinov Blagovest Stoyanov                              | C-2 500m (m)  | Brons     | serie 1: 2e in 1.44,0 finale: 3e in 1.41,94                                |
| Martin Marinov Blagovest Stoyanov                              | C-2 1000m (m) | 6e        | serie 1: 3e in 3.33,57 halve finale 2: 1e in 3.39,58 finale: 6e in 3.43,97 |
| Milko Kazakov Petar Godev                                      | K-2 500m (m)  | 19e       | serie 4: 5e in 1.39,36 herkansingen: 4e in 1.33,42                         |
| Petar Godev Nikolay Georgiev Milko Kazakov Nikolay Yordanov    | K-4 1000m (m) | 8e        | serie 3: 3e in 2.59,30 halve finale 1: 5e in 2.57,42 finale: 8e in 3.02,08 |
|                                                                |               |           |                                                                            |
| Mariya Kichukova Bonka Pindzheva                               | K-2 500m (v)  | 17e       | serie 2: 5e in 1.50,04 halve finale 2: 8e in 1.50,28                       |
| Tanya Georgieva Mariya Kichukova Bonka Pindzheva Kinka Racheva | K-4 500m (v)  | 16e       | serie 1: 8e in 1.43,59 halve finale 1: 6e in 1.45,90                       |

### Moderne vijfkamp
| Olympiër           | Onderdeel | Resultaat | Prestatie |
| ------------------ | --------- | --------- | --- |
| Stefan Assenov     | mannen    | 42e       | schermen: 48e met 29 overwinningen (711 punten) zwemmen: 15e in 3.20,3 (1272 punten) schietsport: 17e met 188 punten (1090 punten) atletiek: 46e in 14.05,0 (1030 punten) paardensport: 45e in 1.30,6 (860 punten) totaal: 4963 punten |
| Valentin Djavelkov | mannen    | 46e       | schermen: 40e met 32 overwinningen (762 punten) zwemmen: 47e in 3.31,0 (1184 punten) schietsport: 40e met 183 punten (1015 punten) atletiek: 49e in 14.10,7 (1015 punten) paardensport: 42e in 1.42,1 (890 punten) totaal: 4866 punten |

### Paardensport
| Olympiër    | Onderdeel   | Resultaat | Prestatie                                                     |
| Eventing    | Eventing    | Eventing  | Eventing                                                      |
| ----------- | ----------- | --------- | ------------------------------------------------------------- |
| Ilian Iliev | individueel | DNF       | dressuur: 82e met 95 strafpunten crosscountry: niet gefinisht |

### Roeien
| Olympiër                                                                            | Onderdeel       | Resultaat | Prestatie                                                                                                  |
| ----------------------------------------------------------------------------------- | --------------- | --------- | --- |
| Ivaylo Banchev Yordan Danchev                                                       | dubbel-twee (m) | 16e       | serie 1: 4e in 7.13,50 herkansingen: 4e in 6.52,43 halve finale C/D: 2e in 6.30,77 finale C: 4e in 6.36,57 |
| Ivaylo Banchev Yordan Danchev Stefan Stoykov                                        | twee-met (m)    | 15e       | serie 2: 5e in 8.03,56 herkansingen: 4e in 7.33,73                                                         |
|                                                                                     |                 |           | |
| Violeta Ninova-Yordanova                                                            | skiff (v)       | 10e       | serie 1: 5e in 8.08,43 herkansingen: 1e in 7.58,40 halve finale 2: 5e in 8.01,15 finale B: 4e in 8.16,22   |
| Galina Kamenova Daniela Oronova                                                     | dubbel-twee (v) | 7e        | serie 1: 2e in 7.19,53 halve finale 2: 4e in 7.04,02 finale B: 1e in 7.04,19                               |
| Teodora Zareva Violeta Zareva                                                       | dubbel-twee (v) | 6e        | serie 1: 4e in 8.03,55 herkansingen: 2e in 7.58,18 halve finale 2: 3e in 7.28,37 finale: 6e in 7.32,67     |
| Galina Anakhrieva Lalka Berberova Rumyana Dzhadzharova-Neykova Sevdalina Teokharova | dubbel-vier (v) | 9e        | serie 1: 5e in 6.46,40 herkansingen: 4e in 6.49,72                                                         |
| Lalka Berberova Liliya Stoyanova Mariana Stoyanova Mariana Yankulova                | vier-zonder (v) | 9e        | serie 2: 4e in 7.11,71 herkansingen: 3e in 6.57,97                                                         |

### Schietsport
| Olympiër        | Onderdeel                  | Resultaat | Prestatie                                                                                             |
| --------------- | -------------------------- | --------- | --- |
| Stoyan Stamenov | 10m luchtgeweer (m)        | 31e       | kwalificatie: 31e met 583 punten (98-96-97-99-96-97)                                                  |
| Petar Zapryanov | 50m geweer liggend (m)     | 31e       | kwalificatie: 31e met 591 punten (99-98-100-97-97-100)                                                |
| Tanjoe Kirjakov | 50m pistool (m)            | 8e        | kwalificatie: 2e met 567 punten (94-93-97-93-95-95) finale: 8e met 618 punten                         |
| Spas Koprinkov  | 50m pistool (m)            | 11e       | kwalificatie: 11e met 558 punten (89-92-94-94-92-97)                                                  |
| Ivan Dimitrov   | 25m snelvuurpistool (m)    | 24e       | kwalificatie: 24e met 577 punten (290-287)                                                            |
| Emil Milev      | 25m snelvuurpistool (m)    | 20e       | kwalificatie: 20e met 581 punten (291-290)                                                            |
| Tanjoe Kirjakov | 10m luchtpistool (m)       | 7e        | kwalificatie: 5e met 583 punten (97-98-95-99-98-96) finale: 7e met 679,7 punten                       |
| Spas Koprinkov  | 10m luchtpistool (m)       | 12e       | kwalificatie: 12e met 578 punten (95-97-95-97-96-98)                                                  |
|                 |                            |           | |
| Vesela Letcheva | 10m luchtgeweer (v)        | Zilver    | kwalificatie: 1e met 196 punten (99-99-99-99) (OR) finale: 2e met 495,3 punten                        |
| Anitza Valkova  | 10m luchtgeweer (v)        | 10e       | kwalificatie: 10e met 392 punten (99-97-99-97)                                                        |
| Vesela Letcheva | 50m geweer 3 houdingen (v) | 6e        | kwalificatie: 5e met 581 punten (199-187-195) finale: 2e met 495,3 punten finale: 6e met 678,0 punten |
| Nonka Matova    | 50m geweer 3 houdingen (v) | Zilver    | kwalificatie: 3e met 584 punten (200-190-194) finale: 2e met 682,7 punten                             |
| Mariya Grozdeva | 25m pistool (v)            | 18e       | kwalificatie: 18e met 574 punten (287-287)                                                            |
| Diana Jorgova   | 25m pistool (v)            | 29e       | kwalificatie: 29e met 570 punten (291-279)                                                            |
| Mariya Grozdeva | 10m luchtpistool (v)       | Brons     | kwalificatie: 3e met 383 punten (97-95-96-95) finale: 3e met 481,6 punten                             |
| Tania Staneva   | 10m luchtpistool (v)       | 35e       | kwalificatie: 35e met 373 punten (92-92-95-94)                                                        |
|                 |                            |           | |
| Anton Manolov   | skeet                      | 57e       | kwalificatie: 57e met 138 punten (22-21-24-25-23-23)                                                  |

### Schoonspringen
| Olympiër       | Onderdeel    | Resultaat | Prestatie                        |
| -------------- | ------------ | --------- | -------------------------------- |
| Petar Trifonov | 3m plank (m) | 27e       | voorronde: 27e met 320,82 punten |

### Tafeltennis
| Olympiër            | Onderdeel     | Resultaat | Prestatie                                                                      |
| ------------------- | ------------- | --------- | ------------------------------------------------------------------------------ |
| Daniela Gergelcheva | enkelspel (v) | 17e       | groep N: 2e V van NED Vriesekoop: 0-2 W van NGR Kaffo: 2-0 W van BRA Doti: 2-1 |

### Tennis
| Olympiër                           | Onderdeel      | Resultaat | Prestatie                                                                                                 |
| ---------------------------------- | -------------- | --------- | --- |
| Katerina Maleeva                   | enkelspel (v)  | 9e        | 1e ronde: W van SUI Zardo: 6-2, 6-4 2e ronde: W van JPN Date: 6-2, 6-4 3e ronde: V van GER Graf: 3-6, 4-6 |
| Magdalena Maleeva                  | enkelspel (v)  | 17e       | 1e ronde: W van LAT Neiland: 7-6(3), 6-2 2e ronde: V van EUN Manjoekova : 6-7(5), 6-4, 0-6                |
| Elena Pampoulova                   | enkelspel (v)  | 33e       | 1e ronde: V van JPN Endo: 6-7(4), 6-7(6)                                                                  |
| Katerina Maleeva Magdalena Maleeva | dubbelspel (v) | 17e       | 1e ronde: V van EUN Meschi/Zverava: walk-over                                                             |

### Wielersport
| Olympiër       | Onderdeel   | Resultaat | Prestatie |
| -------------- | ----------- | --------- | --------- |
| Kiril Georgiev | tijdrit (m) | 21e       | 1.07,371  |

### Worstelen
| Olympiër           | Onderdeel   | Resultaat   | Prestatie |
| Vrije stijl        | Vrije stijl | Vrije stijl | Vrije stijl |
| ------------------ | ----------- | ----------- | --- |
| Marian Nedkov      | -48kg (m)   | 11e         | 1e ronde: V van CUB Martinez: 2-3 2e ronde: W van HUN Óváry: 7-2 3e ronde: V van PRK Il: 0-3 |
| Valentin Yordanov  | -52kg (m)   | Brons       | 1e ronde: W van EUN Toguzov: 2-1 2e ronde: W van NGR Oziti: 3-2 3e ronde: W van IRI Torkan: 3-2 4e ronde: W van TUR Orel: 6-4 5e ronde: vrij 6e ronde: V van PRK Ri: 4-6 bronzen finale: W van KOR Kim: 9-3     |
| Valentin Yordanov  | -56kg (m)   | 5e          | 1e ronde: vrij 2e ronde: W van KOR Kim: 8-4 3e ronde: W van IOP Šorov: 10-2 4e ronde: V van EUN Smal: 1-12 5e ronde: V van PRK Kim: 3-10 5-6e plek: W van USA Cross: 3-0                                        |
| Rosen Vasilev      | -62kg (m)   | 4e          | 1e ronde: W van ESP Caceras: 10-3 2e ronde: W van PUR Nieves: 6-2 3e ronde: W van POL Grzywiński: 5-4 4e ronde: V van IRI Mohammadian: 2-4 5e ronde: vrij 6e ronde: vrij bronzen finale: V van CUB Reinoso: 0-4 |
| Valentin Getsov    | -68kg (m)   | Zilver      | 1e ronde: W van IRI Akbarnejad: 3-2 2e ronde: V van CAN Wilson: 1-3 3e ronde: W van FRA Sartoro: 9-2 4e ronde: vrij 5e ronde: W van KOR Ko: 7-5 finale: V van EUN Fadzayev: 1-13                                |
| Valentin Zhelev    | -74kg (m)   | 10e         | 1e ronde: W van MGL Enkhbayar: 3-1 2e ronde: V van TUR Yiğit: 1-2 3e ronde: V van EUN Gadzhiev: 2-3 9-10e plek: V van GRE Vassiliadis                                                                           |
| Rahmat Sofiadi     | -82kg (m)   | 11e         | 1e ronde: V van GER Gstöttner: 2-3 2e ronde: W van NGR Okpuro: 4-1 3e ronde: vrij 4e ronde: V van TCH Lohyňa: 2-3                                                                                               |
| Kaloyan Baev       | -90kg (m)   | 15e         | 1e ronde: V van GRE Deskoulidis: 2-8 2e ronde: V van MGL Sükhbat: 1-8 |
| Miroslav Makaveev  | -100kg (m)  | 10e         | 1e ronde: W van RSA Rossouw: 6-5 2e ronde: V van TUR Kayali: 1-5 3e ronde: V van EUN Khabelov: 0-3 9-10e plek: V van IRI Gholami: 0-2                                                                           |
| Kiril Barbutov     | -130kg (m)  | 9e          | 1e ronde: V van USA Baumgartner: 1-9 2e ronde: V van EUN Gobejishvili: 1-7 9-10e plek: W van PUR Figueroa: 11-0                                                                                                 |
| Grieks-Romeins     |             |             | |
| Nuran Pelikyan     | -48kg (m)   | 14e         | 1e ronde: V van IRI Simkhah: 5-7 2e ronde: V van GER Yildiz: 1-3 |
| Bratan Tsenov      | -52kg (m)   | 5e          | 1e ronde: W van DOM Valentin: 16-0 2e ronde: W van TUR Öztürk: 2-0 3e ronde: V van NOR Rønningen: 3-5 4e ronde: V van USA Sheldon: 2-5 5-6e plek: W van ROU Rebegea: 6-1                                        |
| Nikolay Dimitrov   | -57kg (m)   | 13e         | 1e ronde: W van LTU Šukevičius: 4-2 2e ronde: V van FRA Mourier: 1-4 3e ronde: V van USA Hall: 2-8 |
| Stanislav Grigorov | -62kg (m)   | 7e          | 1e ronde: W van SWE Aziz: 3-0 2e ronde: W van GRE Arkoudeas: 13-3 3e ronde: V van TUR Pirim: 1-2 4e ronde: V van CUB Marén: 1-4 7-8e plek: W van SUI Dietsche                                                   |
| Stanislav Grigorov | -68kg (m)   | 11e         | 1e ronde: V van HUN Repka: 1-4 2e ronde: W van ISR Baranov: 2-0 3e ronde: V van FRA Yalouz: 2-3 play-off: V van ROU Cărare                                                                                      |
| Dobri Ivanov       | -74kg (m)   | 8e          | 1e ronde: W van POR Martins: 6-1 2e ronde: V van CUB Almanza: 2-3 3e ronde: W van CHN Wei: 9-0 4e ronde: vrij 5e ronde: V van EUN Iskandarayan: 1-9 7-8e plek: V van TCH Zeman                                  |
| Hristo Hristov     | -82kg (m)   | 12e         | 1e ronde: V van FIN Niemi: 0-1 2e ronde: W van ROU Arghria: 4-0 3e ronde: G van TCH Frinta: 0-0 4e ronde: vrij 5e ronde: V van EUN Iskandarayan: 1-9 7-8e plek: V van TCH Zeman                                 |
| Ivaylo Yordanov    | -90kg (m)   | 10e         | 1e ronde: W van GRE Konstantinidis: 5-0 2e ronde: V van ITA Campanella: 2-3 3e ronde: V van TUR Başar: 1-2 9-10e plek: V van AUT Marx                                                                           |
| Atanas Komchev     | -100kg (m)  | 11e         | 1e ronde: W van SEN Diouf: 2-0 2e ronde: V van EUN Demyashkevich: 0-4 3e ronde: V van CUB Milián: 2-8 play-off: V van IOP Govedarica                                                                            |
| Rangel Gerovski    | -130kg (m)  | 11e         | 1e ronde: G van USA Ghaffari: 0-0 2e ronde: V van HUN Klauz: 0-1 |

### Zwemmen
| Olympiër            | Onderdeel            | Resultaat | Prestatie                                          |
| ------------------- | -------------------- | --------- | -------------------------------------------------- |
| Dragomir Markov     | 100m rugslag (m)     | 4e        | serie 3: 3e in 58,17                               |
| Georgi Mihalev      | 100m rugslag (m)     | 15e       | serie 3: 1e in 56,59 (NR) finale B: 7e in 56,85    |
| Georgi Mihalev      | 200m rugslag (m)     | DNF       | serie 3: 3e in 2.02,24 finale B: gediskwalificeerd |
| Dragomir Markov     | 100m vlinderslag (m) | 32e       | serie 4: 1e in 55,85 (NR)                          |
| Khristian Minkovski | 100m vlinderslag (m) | 45e       | serie 4: 5e in 56,94                               |
| Denislav Kalchev    | 200m vlinderslag (m) | 33e       | serie 3: 5e in 2.03,73                             |
| Khristian Minkovski | 200m vlinderslag (m) | 35e       | serie 3: 6e in 2.05,18                             |
| Denislav Kalchev    | 200m wisselslag (m)  | 26e       | serie 4: 3e in 2.06,51                             |
| Denislav Kalchev    | 400m wisselslag (m)  | 23e       | serie 4: 8e in 4.31,49                             |
|                     |                      |           |                                                    |
| Mariya Kocheva      | 100m rugslag (v)     | 37e       | serie 3: 8e in 1.06,17                             |
| Mariya Kocheva      | 200m rugslag (v)     | 36e       | serie 1: 1e in 2.21,79                             |

Albanië · Algerije · Amerikaanse Maagdeneilanden · Amerikaans-Samoa · Andorra · Angola · Antigua en Barbuda · Argentinië · Aruba · Australië · Bahama's · Bahrein · Bangladesh · Barbados · België · Belize · Benin · Bermuda · Bhutan · Bolivia · Bosnië en Herzegovina · Botswana · Brazilië · Britse Maagdeneilanden · Bulgarije · Burkina Faso · Canada · Centraal-Afrikaanse Republiek · Chili · China · Chinees Taipei · Colombia · Congo-Brazzaville · Cookeilanden · Costa Rica · Cuba · Cyprus · Denemarken · Djibouti · Dominicaanse Republiek · Duitsland · Ecuador · Egypte · El Salvador · Equatoriaal-Guinea · Estland · Ethiopië · Fiji · Filipijnen · Finland · Frankrijk · Gabon · Gambia · Gezamenlijk team · Ghana · Grenada · Griekenland · Groot-Brittannië · Guam · Guatemala · Guinee · Guyana · Haïti · Honduras · Hongarije · Hongkong · Ierland · IJsland · India · Indonesië · Irak · Iran · Israël · Italië · Ivoorkust · Jamaica · Japan · Jemen · Jordanië · Kaaimaneilanden · Kameroen · Kenia · Koeweit · Kroatië · Laos · Lesotho · Letland · Libanon · Libië · Liechtenstein · Litouwen · Luxemburg · Madagaskar · Malawi · Malediven · Maleisië · Mali · Malta · Marokko · Mauritanië · Mauritius · Mexico · Monaco · Mongolië · Mozambique · Myanmar · Namibië · Nederland · Nederlandse Antillen · Nepal · Nicaragua · Nieuw-Zeeland · Niger · Nigeria · Noord-Korea · Noorwegen · Oeganda · Oman · Oostenrijk · Pakistan · Panama · Papoea-Nieuw-Guinea · Paraguay · Peru · Polen · Portugal · Puerto Rico · Qatar · Roemenië · Rwanda · Saint Vincent‑Grenadines · Salomonseilanden · Samoa · San Marino · Saoedi-Arabië · Senegal · Seychellen · Sierra Leone · Singapore · Slovenië · Soedan · Spanje · Sri Lanka · Suriname · Swaziland · Syrië · Tanzania · Thailand · Togo · Tonga · Trinidad en Tobago · Tsjaad · Tsjecho-Slowakije · Tunesië · Turkije · Uruguay · Vanuatu · Venezuela · Verenigde Arabische Emiraten · Verenigde Staten · Vietnam · Zaïre · Zambia · Zimbabwe · Zuid-Afrika · Zuid-Korea · Zweden · Zwitserland · Onafhankelijke olympische deelnemers